# Val-d’Erdre-Auxence
Val-d’Erdre-Auxence – gmina we Francji, w regionie Kraj Loary, w departamencie Maine i Loara. W 2013 roku liczba ludności wynosiła 4692 mieszkańców.
Gmina została utworzona 15 grudnia 2016 roku z połączenia trzech ówczesnych gmin: La Cornuaille, Le Louroux-Béconnais oraz Villemoisan. Siedzibą gminy została miejscowość Le Louroux-Béconnais.